# Magnus Lidén
Magnus Lidén (* 1951) ist ein schwedischer Botaniker mit Forschungsschwerpunkt Pflanzensystematik. Sein offizielles botanisches Autorenkürzel lautet Lidén.
Lidén promovierte 1986 in systematischer Botanik an der Universität Göteborg, wo er bis 1997 blieb. Von 1998 bis 2003 war er Direktor des Botanischen Gartens von Uppsala. Seit 2004 ist er wissenschaftlicher Mitarbeiter in der Abteilung für Biologie der Organismen, Arbeitsgruppe systematische Biologie, an der Universität Uppsala.
Lidén ist bekannt vor allem für seine Studien über die Unterfamilie Erdrauchgewächse (Fumarioideae) innerhalb der Pflanzenfamilie Mohngewächse (Papaveraceae) sowie über die Gattung Dionysia in der Familie der Primelgewächse (Primulaceae). Seine Forschungen führten ihn in den Mittelmeerraum, nach Zentralasien, in den Iran und in Himalaya-Gebiete Südwestchinas und Nordostindiens.
Lidén beschäftigt sich auch mit Konzepten der biologischen Arten, evolutionärer Ontologie und biologischer Nomenklatur.